# Schüsse aus dem Geigenkasten
Schüsse aus dem Geigenkasten (Jerry Cotton-Fall Nr. 1) ist ein deutsch-französischer Kriminalfilm, der Anfang 1965 unter der Regie von Fritz Umgelter gedreht wurde. Es handelt sich um den ersten von insgesamt acht Filmen der Constantin Film, die auf der Kriminalroman-Reihe G-man Jerry Cotton des Bastei-Verlages Gustav H. Lübbe basieren. Der Schwarzweißfilm wurde am 6. Mai 1965 in der Lichtburg in Essen uraufgeführt.

## Handlung
Eine skrupellose Verbrecherbande, die sich als Musikkapelle tarnt, begeht brutale Raubmorde an der Schlagersängerin Vivian Bennett und dem Musikverleger James P. Martin in Pasadena sowie an dem Farmer-Ehepaar Jackson in der Nähe von Chicago. Auf diese Weise erbeuten die Täter den Inhalt eines Safes und mehrere Goldbarren. FBI-Chef Mr. High beauftragt Jerry Cotton und Phil Decker mit der Klärung der Fälle. Einen ersten Hinweis bieten mehrere Anrufe der besorgten Mary Springfield, die behauptet, ihre Schwester Kitty treibe sich mit einem gefährlichen Gangster herum. Kurz darauf muss Jerry mit ansehen, wie Mary Springfield Opfer eines als Unfall getarnten Mordes wird. Noch bevor sie im Krankenwagen stirbt, kann die Frau dem Ermittler mitteilen, dass der Freund ihrer Schwester eine Bowlingbahn in der Nähe der Pennsylvania Station besitzt. Außerdem warnt sie vor einem bevorstehenden Verbrechen, bei dem ein Haus mit Kindern in die Luft gesprengt werden soll.
Als Tramp Jimmy Logan getarnt, sorgt Jerry Cotton für einen schlagkräftigen Auftritt in der Bowlingbahn. Gangsterboss Christallo macht Jerry kurzerhand zum Mitglied seiner Bande und beauftragt ihn, am nächsten Tag seine Freundin Kitty Springfield zum Flughafen zu fahren. Dort sollen die beiden auf die Verbrecher warten, um mit diesen nach einem erfolgten Überfall nach Rio zu fliehen. Auf dem Weg zum Flughafen verrät Jerry gegenüber Kitty seine wahre Identität. Als sie vom gewaltsamen Tod ihrer Schwester Mary erfährt, teilt sie dem FBI-Mann mit, dass Christallo bereits in wenigen Minuten eine Gasexplosion in einer Schule geplant hat, um von einem gleichzeitigen Überfall auf den Antiquitätensammler Everett abzulenken.
In letzter Sekunde gelingt es Kitty und Jerry, die Explosion der Schule zu verhindern. Den Raub kann Christallos Bande aber durchführen und mit der Beute zu einem Versteck in Brooklyn fliehen. Jerry folgt den Gangstern, wird von diesen allerdings überlistet und zu einem Anruf beim FBI gezwungen, bei dem er eine falsche Adresse durchgeben soll. Als Jerry am Telefon den richtigen Ort nennt und die Flucht ergreift, geraten die Verbrecher in einen Streit, in dessen Verlauf Christallo von seinem Komplizen Dr. Kilborne erschossen wird. Er und die übrige Bande entkommen über die U-Bahn zu einem unbekannten Ort.
FBI-Chef Mr. High offenbart Jerry Cotton und Phil Decker den ungeheuren Verdacht, dass sein jahrelanger Freund Mr. Hamilton ein Informant der Gangster sein könnte. Als Anwalt hatte er Verbindungen zu dem Antiquitätensammler Everett und dem Musikverleger James P. Martin. Außerdem wusste er vermutlich von den versteckten Goldbarren auf der Farm des Ehepaars Jackson. Jerry und Phil finden Hamiltons Villa verlassen vor. Da entdeckt Jerry einen Hinweis, dass der Anwalt der ehemalige Schwiegervater des skrupellosen Dr. Kilborne ist. Um Mr. Highs Namen sauber zu halten und weil Jerry an die Unschuld Hamiltons glaubt, verfolgen die beiden Ermittler die Spur der Killer im Alleingang. Jerry kann Kilborne auf einer Yacht überwältigen und Hamilton befreien. Anschließend rettet er Phil, der in einen Hinterhalt der Gangster geraten ist, mithilfe eines Hubschraubers aus einem brennenden Hafenbecken. Es folgt eine wilde Verfolgungsjagd, in deren Verlauf die Gangster von Jerry, Phil und der herbeigerufenen Polizei überwältigt werden können.
Am Abend haben sich Jerry und Phil mit Mr. Highs Sekretärin Helen zum Essen verabredet. Gerade als sie sich auf ein geeignetes Restaurant einigen wollen, werden sie von Mr. High zu ihrem nächsten Auftrag abberufen.

## Entstehungsgeschichte

### Vorgeschichte
Der erste Jerry-Cotton-Heftroman erschien 1954 unter dem Titel Ich suchte den Gangster-Chef in der Reihe Bastei Kriminal-Roman des Bastei-Verlags Gustav H. Lübbe. Als Erfinder des FBI-Mannes gilt Delfried Kaufmann. Am 26. März 1956 startete mit dem Heftroman Ich jagte den Diamenten-Hai die eigene Serie unter dem Titel G-man Jerry Cotton. Damit begann der Siegeszug der im deutschsprachigen Raum kommerziell erfolgreichsten Serie von Kriminalromanen. Man geht davon aus, dass bis heute über 100 Autoren an den unter Verlagspseudonymen wie Jerry Cotton oder anonym veröffentlichten Heftromanen und Taschenbüchern mitgeschrieben haben.
Bereits vor seinem 1963 erfolgten Wechsel zum WDR riet Gerhard F. Hummel, Programmberater der Constantin Film, seinem Chef Waldfried Barthel, die Verfilmungsrechte an den Jerry-Cotton-Romanen zu erwerben. Wie bei den von Constantin Film vermarkteten Edgar-Wallace- und Karl-May-Filmen strebte man die Realisierung einer ganzen Filmreihe an. In der anschließenden Vorbereitungsphase einigte man sich mit dem Bastei-Verlag, der sich ein Mitspracherecht gesichert hatte, auf den Titel des ersten Jerry-Cotton-Films: Schüsse aus dem Geigenkasten.

### Drehbuch und Besetzung
Für den Film wurde eine neue Story kreiert, die es bisher weder im Heftformat noch als Taschenbuch gab. Als Drehbuchautor wurde George Hurdalek unter Vertrag genommen, der aus dem Treatment ein Drehbuch entwickelte. Zeitgleich wurde der in den Ankündigungen zur ersten Verfilmung ebenfalls genannte Herbert Reinecker beauftragt, ein Jerry-Cotton-Abenteuer zu schreiben. Sein Drehbuch erhielt den Arbeitstitel Fall Nr. 2.

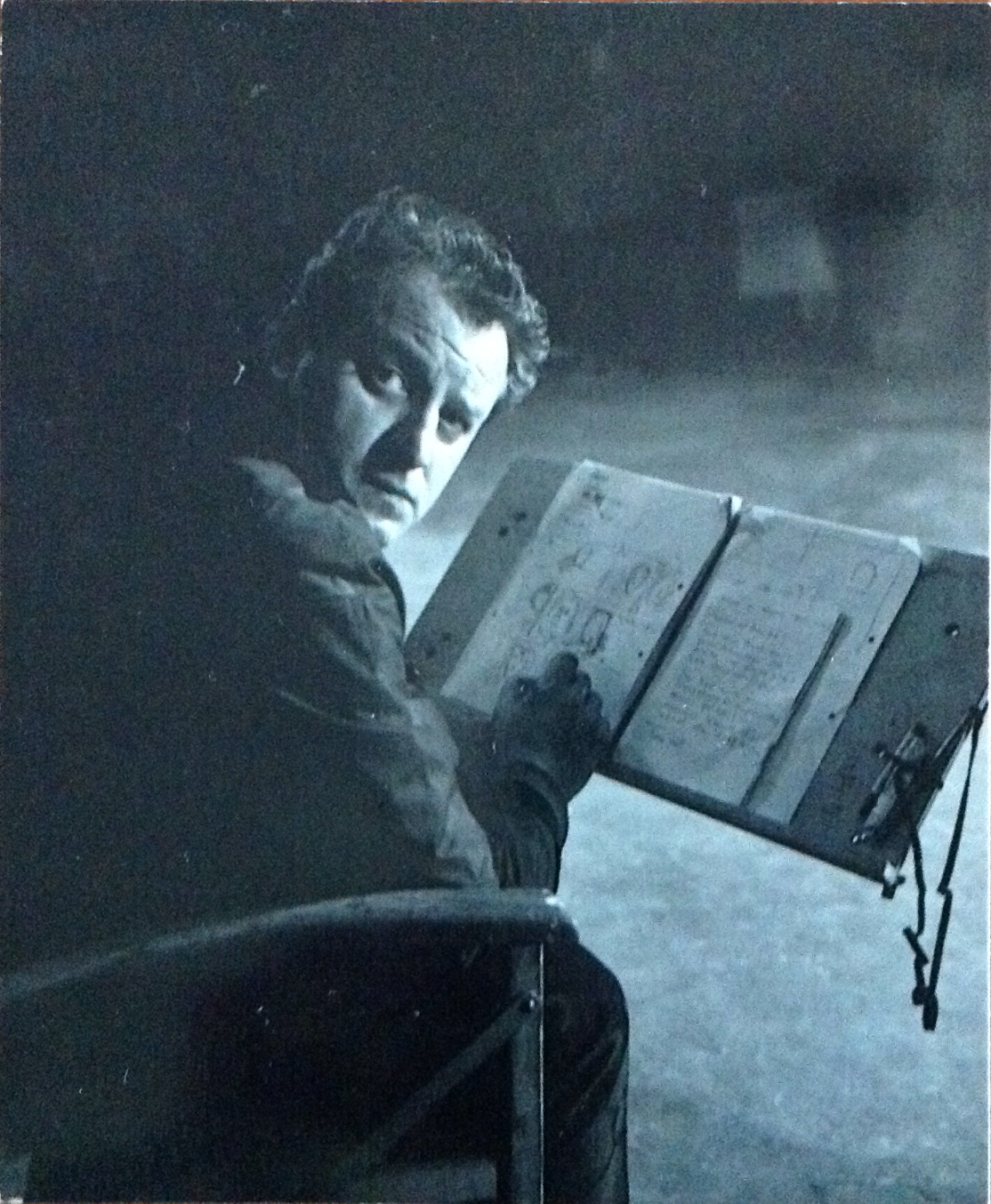
Fritz Umgelter in den frühen 1960er Jahren

Da der bei der Ankündigung im Constantin-Verleihprogramm 1964/65 erwähnte Regisseur Rudolf Zehetgruber nicht zur Verfügung stand, fiel die Wahl auf Fritz Umgelter. Dieser arbeitete zwar überwiegend für das Fernsehen, hatte aber auch Erfahrung mit der Inszenierung von Spielfilmen.
Ebenso mit Bedacht erfolgte die Besetzung des Films mit geeigneten Schauspielern. Zur Verpflichtung der im Ankündigungstext für die Kinosaison 1964/65 genannten Nebendarsteller Ann Smyrner, Werner Peters, Fritz Tillmann und Kai Fischer kam es allerdings nicht. Stattdessen engagierte man Helga Schlack für die Rolle der FBI-Sekretärin Helen und Richard Münch als FBI-Chef Mr. High. Anschließend folgte die Besetzung der Rolle des Phil Decker, Cottons Dienstpartner. Constantin Film verbreitete die Meldung, man habe dessen Darsteller Heinz Weiss aus 20 Bewerbern ausgewählt. Es ist aber eher davon auszugehen, dass Regisseur Fritz Umgelter auf diese Entscheidung Einfluss nahm. Er hatte mit Weiss vorher unter anderem den erfolgreichen Fernseh-Mehrteiler So weit die Füße tragen (1959) gedreht.
Um einen perfekten Darsteller für die Hauptrolle des Jerry Cotton zu finden, begab man sich nach geeigneten Schauspielern aus Deutschland, Italien, Frankreich und den Vereinigten Staaten auf die Suche. Constantin Film startete eine Presse-Kampagne und eine groß angelegte Casting-Aktion. Offenbar verfolgte man damit in erster Linie das Ziel, schon im Vorfeld für den ersten Jerry-Cotton-Film zu werben. Denn die Produzenten wünschten sich frühzeitig einen echten Hollywood-Schauspieler.

„Für die Rolle des Jerry Cotton hatten sich europäische Filmschauspieler von Rang und Namen beworben. Doch die Produzenten sagten mit Recht: Es muss unter allen Umständen ein Amerikaner sein. Das lässige Gehabe eines geborenen Amis lässt sich nicht anerziehen.“

Wohl auch aufgrund des Erfolges der Fernsehserie Shannon klärt auf (Originaltitel: Shannon) beim deutschen Fernsehpublikum, entschied man sich Ende 1964 für den US-amerikanischen Schauspieler George Nader.

„Ich hatte ja zuvor schon in Europa gedreht, und Rom, wo ich später auch lebte, hat mir gut gefallen. Zu dieser Zeit lief auch meine Fernsehserie Shannon mit Erfolg – auch in Deutschland. Vielleicht ist Manfred Barthel von der Constantin auf mich aufmerksam geworden. Sie waren wohl ganz froh, einen amerikanischen Schauspieler engagieren zu können, und so wurde ich nach München eingeladen. Nachdem ich mich über den Erfolg der Jerry-Cotton-Romane aufklären ließ, haben wir einen Vertrag über zunächst vier Filme gemacht.“

Mit Nader hatten die Produzenten die Idealbesetzung für die Rolle des fiktiven FBI-Ermittlers gefunden.

„George Nader gab Jerry Cotton endlich ein Gesicht. Er spielte nicht nur den berühmten FBI-Agenten im Kino, sein Gesicht erschien auch auf unzähligen Heftromanen, auf Cotton-Büchern und Hörspiel-Covern. Auch heute noch ist George Nader für die Leser Jerry Cotton!“

### Produktion
Mit der Herstellung des Films beauftragte Constantin Film die deutsche Produktionsfirma Allianz Film, die Heinz Willeg und Mohr von Chamier 1964 in West-Berlin gegründet hatten. Im Rahmen eines Exklusivvertrages realisierte das Unternehmen bis 1974 ausschließlich Filme für die Constantin. Daneben waren das Studio Hamburg von Gyula Trebitsch sowie die französische Produktionsfirma Astoria an der Produktion des ersten Jerry-Cotton-Films beteiligt.
Die Dreharbeiten von Schüsse aus dem Geigenkasten fanden vom 18. Januar bis 12. März 1965 in Hamburg und Umgebung statt. Die Atelieraufnahmen drehte man im Studio Hamburg in Hamburg-Tonndorf. Weitere Aufnahmen, unter anderem für mehrere Rückprojektionen, drehte ein kleines Team um Regisseur Fritz Umgelter und Produzent Heinz Willeg in New York City. So ist das U.S. General Post Office als New Yorker FBI-Zentrale zu sehen. Einige New-York-Aufnahmen stammten allerdings aus dem Archiv. Als Filmarchitekten wurde das Ehepaar Mathias Matthies und Ellen Schmidt verpflichtet. Die Kostüme schuf Anneliese Ludwig. Produktionsleiter war Hubert Fröhlich, Herstellungsleiterin Lilo Pleimes.

### Filmmusik
Die Filmmusik stammt von Peter Thomas, der auch die weiteren sieben Teile der Filmreihe musikalisch betreuen sollte. Der Jerry Cotton March, der inzwischen Kultcharakter hat, entstand bereits während der Dreharbeiten.

„Als der erste Film der Serie, Schüsse aus dem Geigenkasten, anstand, bat mich Waldfried Barthel, Chef der Constantin Film, zu sich und überraschte mich mit einem ganz präzisen Auftrag: »Ich möchte als Thema einen Marsch von Ihnen, der muss ganz amerikanisch klingen und immer dann kommen, wenn das Gute siegt.« […] Ich habe mich dann ad hoc ans Klavier gesetzt und das komponiert, was auch heute noch in vielen Ohren an die Cotton-Filme erinnert. Das spielte ich dem Konsul Barthel am Telefon vor. Der allerdings meinte, es fehle noch der gewisse »Pfiff«, dessentwegen er ja gerade mich engagiert habe. Das nahm ich wörtlich. Den swinging »Jerry-Cotton-Marsch« nahm ich mit dem »Peter-Thomas-Sound-Orchester« und vier vordergründigen Posaunen auf, die zwar nicht aus Jericho stammten, aber ebenso toll klangen. Dann ließ ich die Nummer im Studio der Bavaria rückspielen und gruppierte die Musiker um ein Mikro herum. Achtzehn Musikanten latschten nun lässig im Rhythmus des eingespielten Marsches und pfiffen dazu, »River-Kwai-Marsch«-gemäß. Aber eben mit der Melodei und dem Sound des P. T.!“

Der Soundtrack umfasst unter anderem die folgenden Musiktitel:
- Hello, Jerry! (Titelmusik) 1:44
- Take It, Jerry 2:27
- Crime Doesn’t Pay (Gesang: Marie France und James D. Atterley) 2:01
- Jerry Cotton March (Jerry Cotton Marsch) 3:16
- Always Jerry (Red Sportscar) (Saxophon: Klaus Doldinger) 2:10
- Cristallo Cristallo (Quasi Shearing) 2:46
- Cotton Kicks 0:19
- Jewellery Party (Juwelen-Party) 2:01
- Sweedy Pye 0:51
- Cotton Cool 0:52
- Wild Western Violins 2:02
- Charming Jerry 2:12
- Three Two One Zero 0:27
- Jerry Cotton Theme 0:22
- Walking on the ‚Dachfirst‘ (Let’s Get Out) (Gesang: James D. Atterley) 1:06
- Organ in Handcuffs 0:47
- Big Troubles (Clap Clap) 1:06
- Mr. FBI (Gesang: James D. Atterley) 1:29
- Alert Red 0:59
- Gasolin Barrels 0:54
- Final Exitement 0:49
- Snappy End (Schlussmusik) 0:34

Die Titel Jerry Cotton March (Jerry Cotton Marsch) und Jewellery Party (Juwelen-Party) erschienen seinerzeit auf einer Single (Polydor 52 516) und wurden in den folgenden Jahren mehrmals wiederveröffentlicht. Außerdem sind zahlreiche Stücke auf der 1965 erschienenen Langspielplatte Jerry Cotton – Original-Filmmusik aus dem Constantin-Film „Schüsse aus dem Geigenkasten“ (Polydor 237 493) sowie teilweise mit anderen Titelbezeichnungen auf späteren CD-Kompilationen enthalten.

### Synchronisation
Die meisten Schauspieler sind in diesem Film mit ihren eigenen Stimmen zu hören. Weitere Darsteller wurden von den folgenden Sprechern synchronisiert:
| Rolle        | Darsteller    | Synchronsprecher   |
| ------------ | ------------- | ------------------ |
| Jerry Cotton | George Nader  | Heinz Engelmann    |
| Babe         | Hans Waldherr | Friedrich Schütter |

## Rezeption

### Veröffentlichung

Posterlogo

Die FSK gab Schüsse aus dem Geigenkasten am 28. April 1965 ab 16 Jahren frei. Die Uraufführung in der Essener Lichtburg und der bundesdeutsche Kinostart erfolgten am 6. Mai desselben Jahres. Anschließend begaben sich George Nader und Helga Schlack auf eine Premierentour durch die Bundesrepublik. Parallel zum Kinostart erschien im Bastei-Verlag ein gleichnamiger Sonderband der Heftroman-Serie von einem anonymen Autor. Schüsse aus dem Geigenkasten entwickelte sich zu einem außerordentlichen Erfolg. Während der Erstaufführungszeit hatte der Film in Deutschland rund 2,5 Millionen Kinozuschauer. Bei den damals durchgeführten Umfragen des Fachblattes Filmecho/Filmwoche, bei denen die Kinobesucher aktuelle Filme auf einer Skala von 1 (ausgezeichnet) bis 7 (sehr schlecht) bewerteten, schnitt Schüsse aus dem Geigenkasten mit der Note 2,5 ab. Zum Vergleich: Die ebenfalls in der Kinosaison 1964/65 veröffentlichten Kriminalfilme Das siebente Opfer (3,6), Das Verrätertor (3,3) und Neues vom Hexer (2,9). In Frankreich startete Schüsse aus dem Geigenkasten am 7. Januar 1966 unter dem Titel Jerry Cotton G-man agent C.I.A. Dort sahen den Film mehr als 480.000 Zuschauer.
Der Film Schüsse aus dem Geigenkasten wurde noch in weiteren Ländern vermarktet und lief dort unter anderem unter den folgenden Titeln:
- Brasilien: Jerry Cotton, O Agente Secreto
- Dänemark: G-Man Jerry Cotton løser mysterium nr. 1
- Finnland: Jerry Cotton – FBI:n asiamies n:o 1
- Griechenland: Mystikos praktor Jerry Cotton, epiheirisis Thyella
- Italien: Agente segreto Jerry Cotton operazione Uragano
- Spanien: La jungla de los gángsters
- Vereinigtes Königreich: Tread Softly
- Vereinigte Staaten: The Violin Case Murders

Aufgrund der überzeugenden Arbeit von Fritz Umgelter, sah der Filmverleih den Regisseur auch für die Inszenierung des nächsten Jerry-Cotton-Films unter dem geplanten Titel Der heulende Tod vor. Das Projekt, das man schließlich in Mordnacht in Manhattan umbenannte, wurde dann aber ab Anfang August 1965 unter der Regie von Harald Philipp realisiert.
Für die Kinoaufführung in Jugendvorstellungen wurde für Schüsse aus dem Geigenkasten 1974 eine FSK-Freigabe ab 12 beantragt. Unter Auflage der folgenden Kürzungen wurde dieser Altersfreigabe entsprochen:
1. Kürzung der Schlägerei, nachdem Jerry Cotton zum Telefongespräch gezwungen wird, um die härtesten Schläge.
2. Kürzung der Schlägerei zwischen Jerry Cotton und Dr. Kilborne auf dem Schiffsdeck um einige grobe Schläge.
3. Kürzung der Schlägerei zwischen Phil Decker und einem der Gangster, bevor Jerry Cotton diesem die Handschellen anlegt, um die härtesten Schläge.

Bei den bisherigen Ausstrahlungen im Fernsehen sowie bei der Veröffentlichung auf Videokassette und DVD wurde auf eine analoge Abtastung zurückgegriffen, in der der im Original farbige Vorspann in Schwarzweiß wiedergegeben wird.

### Kritiken
„Die Schüsse aus dem Geigenkasten sind an Schussfreudigkeit und waghalsigen Klettertouren über New Yorker Hochhausdächer kaum zu überbieten. […] Der Film wird zweifellos sein Publikum finden, allerdings kaum unter denen, die von einem Krimi mehr verlangen als wilde Schießereien, atemberaubende Verbrecherjagden und wüste Schlägereien.“

„Eine, bis auf die abschließend erzählten Zusammenhänge flüssig aufbereitete Handlung mit kriminellen Details, […] geschickt eingeschnittenen New-Yorker Außenaufnahmen […].“

„Erfreulicherweise gibt es in diesem ersten Jerry-Cotton-Film aus dem Studio Hamburg keine dümmlichen Witzfiguren und keine künstliche Geheimnistuerei. Trocken und flott serviert Fritz Umgelter FBI’s Kampf gegen die amerikanische Unterwelt und hält sich in Kamera, Schnitt und Szenenaufbau an den Stil, den die Amerikaner in ihren Krimis anzuwenden pflegen. Es kommt der Spannung zugute und auch den Schauspielern […]. Peter Thomas komponierte dazu eine elektrisierende Musik.“

„Nader schlägt sich wacker, bleibt aber noch ohne scharfe Kontur. Vielleicht gewinnt er in den noch zu erwartenden Fortsetzungen an Farbe. Vom Typ her könnte er die Figur des Jerry Cotton füllen. Geschickt wurden Rückpro und Backgrounds gehandhabt. Passagenweise entsteht tatsächlich der Eindruck, dieser Film sei insgesamt in New York entstanden.“

„Die Handlung hat Tempo, die Musik reißt mit. So gefährlich die Lage für Cotton auch sein mag, ihm geschieht nichts. Unangeknackt übersteht er wüste Schlägereien, einen Autounfall, eine Explosion, und im entscheidenden Augenblick schießt er schneller. Manch vergessener Gag (Schüsse aus dem Geigenkasten) kommt wieder zu Ehren. Immerhin ist die Geschichte geschickt zusammengemixt. Die Spannung bleibt fast durchgehend erhalten und überdeckt die Folge von Unwahrscheinlichkeiten. Erwachsene Filmbesucher mögen an diesem Krimiabenteuer ihre Freude haben.“

„Dies wäre also der erste deutsche Jerry-Cotton-Film. Fall Nr. 1 – und man muss sagen, das ist schon ein sehr flotter Start. Wenngleich das Drehbuch ein bisschen schwach auf dem Geigenkasten ist, ist eine spannende und knallharte Geschichte draus geworden. Ein besonderes Lob gebührt Kameramann Albert Benitz, der bei atemberaubendem Tempo hervorragend fotografierte und damit zum Gelingen dieses Unternehmens beitrug. Hier wurde eine Krimiserie gestartet, auf deren Fortsetzung man mit Vergnügen gespannt ist.“

„Cotton-Fall Nr. 1 leidet vor allem unter seiner unzureichenden Gestaltung und bietet nur mäßige Spannung.“

„Jerry Cottons erstes Kinoabenteuer, in dem der FBI-Agent der gleichnamigen Groschenhefte ein Dutzend Gangster im Alleingang liquidiert. Unfreiwillig komisch und von prüder Moral.“

„Weitgehend spannende Kriminalunterhaltung mit den üblichen Unwahrscheinlichkeiten und Übertreibungen.“